# Alchemilla longinodis
Alchemilla longinodis é uma espécie de rosácea do gênero Alchemilla, pertencente à família Rosaceae.